# Mount Vernon (Ohio)
Mount Vernon település az Amerikai Egyesült Államok Ohio államában, Knox megyében, melynek megyeszékhelye is. Lakosainak száma 16 956 fő (2020. április 1.).

## Népesség
A település népességének változása:

| 2010 | 16 990 |
| 2020 | 16 956 |